# Dirka po Franciji 1937
Dirka po Franciji 1937 je bila 31. dirka po Franciji, ki je potekala leta 1937.

## Pregled
| Kategorije                          | Podatki       |
| ----------------------------------- | ------------- |
| Začetek-konec                       | Pariz - Pariz |
| Dolžina (km)                        | 4.415         |
| Število etap                        | 20            |
| Povprečna hitrost zmagovalca (km/h) | 31,768        |
| Kolesarjev                          | 98            |
| Tekmo končalo                       | 46            |